# Warneckea erubescens
Warneckea erubescens är en tvåhjärtbladig växtart som först beskrevs av Ernest Friedrich Gilg, och fick sitt nu gällande namn av Jacq.-fél.. Warneckea erubescens ingår i släktet Warneckea och familjen Melastomataceae. Inga underarter finns listade i Catalogue of Life.